# Aeroporto de Teixeira de Freitas
O Aeroporto de Teixeira de Freitas — Aeroporto 9 de Maio (IATA: TXF, ICAO: SNTF) é um aeroporto regional, localizado no município de Teixeira de Freitas, no estado brasileiro da Bahia. Está situado a oito quilômetros do centro da cidade, a cinco quilômetros da BR-101, na rodovia BA-290, em direção à cidade de Alcobaça.
O aeroporto serve a uma ampla região que compreende o Extremo Sul da Bahia, o nordeste de Minas Gerais e o norte do Espírito Santo.

## História

### O início (1990 - 2002)
O aeroporto foi inaugurado em 9 de maio de 1990, data de aniversário da cidade de Teixeira de Freitas, na gestão do prefeito Francistônio Pinto e do Governador Nilo Coelho, que havia assumido o governo estadual um ano antes, após a renúncia de Waldir Pires para concorrer à vice-presidência da república junto com Ulysses Guimarães. Durante muitos anos, contou apenas com um precário terminal de passageiros e a pista de terra batida. O aeroporto era atendido inicialmente pela Nordeste Linhas Aéreas. Em 1995, a Nordeste foi comprada pela Rio Sul Serviços Aéreos Regionais, virando uma subsidiária do grupo Varig e os voos para Teixeira de Freitas foram interrompidos. Logo em seguida os voos foram retomados pela Abaeté Linhas Aéreas e no ano 2000 o aeroporto foi totalmente reformado, tendo a pista de pouso asfaltada e o terminal de passageiros ampliado. Finalmente em 2002, por motivos financeiros, a Abaeté interrompeu os voos para Teixeira de Freitas e o aeroporto ficou sem voos comerciais regulares, passando a receber somente voos particulares. Durante toda essa fase inicial o aeroporto só teve voos de aviões de pequeno porte, como o EMB-110 Bandeirante, com 12 assentos.

### Intervalo sem voos comerciais (2002 - 2014)
Nesse período sem voos, diversos políticos tentaram chamar a atenção para a necessidade da reativação do aeroporto de Teixeira de Freitas. Em 2011, o deputado estadual Temóteo Alves de Brito levou um projeto à Assembléia Legislativa da Bahia (ALBA) para a regulamentação dos voos na cidade, mas não obteve êxito. Em 2012 a deputada estadual Maria del Carmen apresentou e teve aprovado na ALBA um requerimento para a realização de uma audiência pública em Teixeira de Freitas para discutir o funcionamento do aeroporto. No mesmo ano, a AGERBA assinou um contrato de concessão remunerada com a empresa São Francisco Administração Aeroportuário e Rodoviário Ltda para a operação, reforma e adequação do aeroporto às normas da ANAC.
O aeroporto passou por várias reformas para atender as normas da ANAC, Infraero e Agência Estadual de Regulação de Serviços Públicos de Energia, Transportes e Comunicações da Bahia (AGERBA). Foi providenciada uma sede permanente para o 3º Subgrupamento do Corpo de Bombeiros, capaz de receber 30 novos bombeiros em adição aos 25 já existentes com o objetivo de atender ao aeroporto, foi feita toda a regulamentação fundiária do terreno do aeroporto e vizinhança, foi construído um novo muro e instalada uma tela de segurança em todo perímetro, um novo reservatório de água foi construído, também foi feita a revisão de toda parte elétrica e de sinalização da pista para receber voos noturnos, além da recuperação do terminal de passageiros, tudo de acordo com as normas da ANAC.

### Retomada dos voos
Finalmente em 2014, depois de muitas viagens a Salvador e a Brasília e após um longo processo de reformas, homologações e de negociação com empresas aéreas, veio a notícia de que seriam retomados os voos comerciais regulares. No dia 10 de setembro de 2014 ocorreu o voo inaugural, com a presença do Governador, de autoridades e representantes da empresa aérea. O primeiro voo comercial, ligando a cidade de Teixeira de Freitas ao aeroporto de Confins em Belo Horizonte, ocorreu no dia 29 de setembro de 2014. A companhia a realizar os voos é a Azul Linhas Aéreas Brasileiras utilizando modernas aeronaves ATR 72-600 com capacidade para 70 passageiros.

### Investimento futuro
Ainda em 2014, foi anunciado pelo Governo do Estado da Bahia um investimento de R$ 55,3 milhões no aeroporto de Teixeira de Freitas, por meio do "Programa de Investimentos em Logística: Aeroportos Regionais", que nessa primeira etapa contemplará 4 aeroportos regionais. Este programa faz parte de uma iniciativa do Governo Federal para a ampliação de oferta de voos regionais. O projeto prevê ampliação do pátio para 27.291 m², o que possibilitará o estacionamento simultâneo de oito aeronaves, a ampliação do terminal de passageiros para 2.160 m², a ampliação da largura da pista de 30 para 45 metros, do comprimento de 1460m para 2100m e a instalação de um sistema ILS categoria III de pouso por instrumentos. O aeroporto será elevado a porte médio e chegará a atender anualmente a mais de 300 mil passageiros em 2025, o que atenderá tanto a população local, que é de cerca de 150 mil pessoas, quanto as cidades localizadas num raio de mais de 100 quilômetros.
Foi anunciado em 2020, novos voos da Voepass Linhas Aéreas para São Paulo-Congonhas e Salvador.

## Complexo aeroportuário

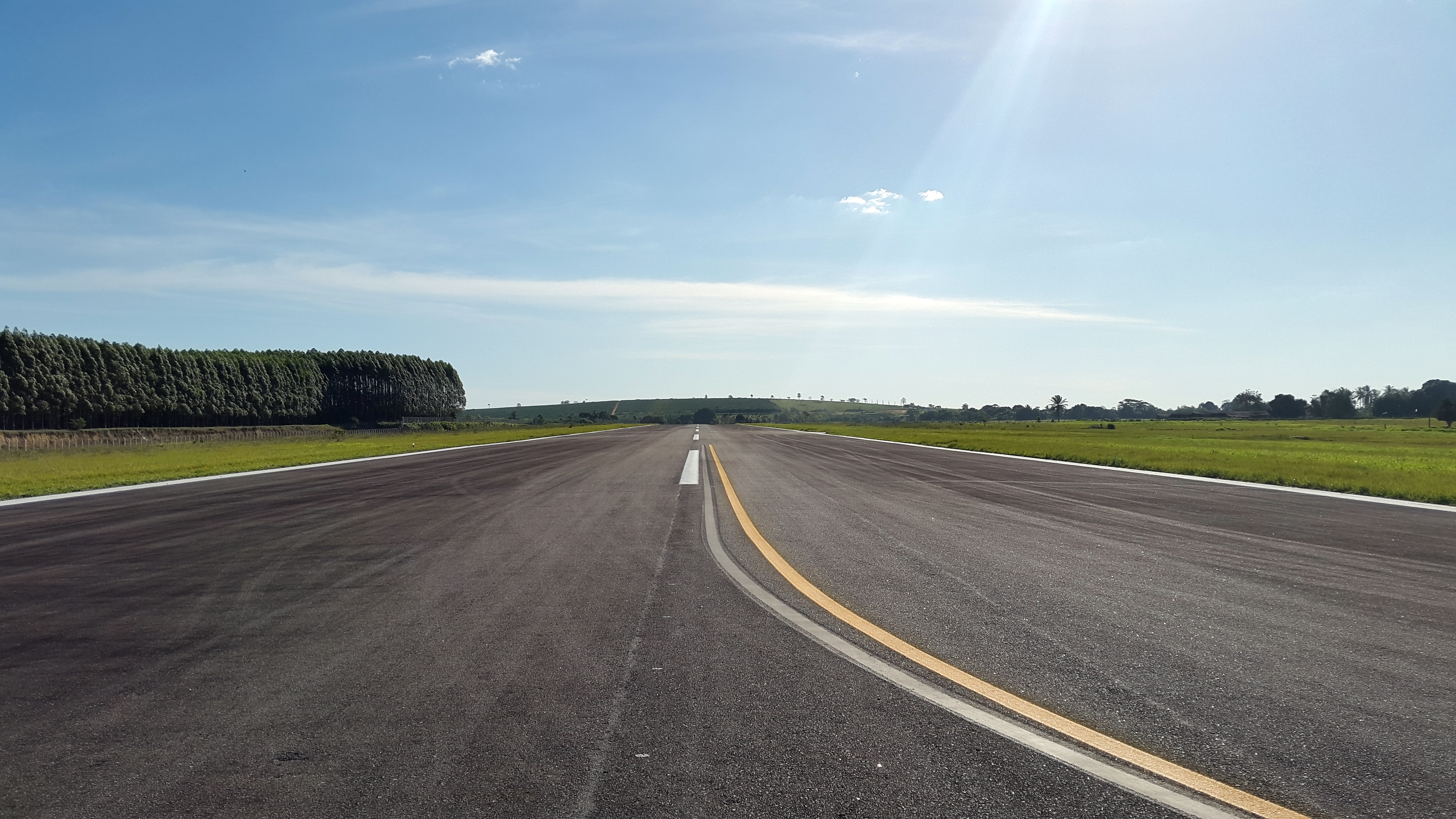
Vista da pista do Aeroporto de Teixeira de Freitas.

- Área total do complexo: 426.630 m²
- Área do pátio de aeronaves: 5.545 m²
- Pistas: 1
- Cabeceiras: 11/29
- Comprimento: 1.460m
- Largura: 30m
- Superfície: Asfalto
- VFR Diurno/Noturno: Sim
- IFR Diurno/Noturno: Não
- PCN: 31/F/A/X/T
- FBO: Oeste Comercial de Combustíveis Para Aviação
- Estacionamento de veículos: aproximadamente 20 vagas
- Área do terminal de passageiros: 407 m²
- Estacionamento de aeronaves: 2 posições

## Incidentes
| Data                | Aeronave           | Matrícula | Operador   | Tipo                | Vítimas | Referência   |
| ------------------- | ------------------ | --------- | ---------- | ------------------- | ------- | ------------ |
| 22 de março de 2009 | Pelican 500        | PU-IAM    | Particular | Queda               | 2       | link externo |
| 28 de maio de 2009  | Piper PA-31 Navajo | ****      | Particular | Pouso de emergência | 0       | link externo |